# جيم براي
جيم براي (بالإنجليزية: Jim Bray)‏ هو ممثل أمريكي، ولد في 23 فبراير 1961 في آبلاند في الولايات المتحدة.

## وصلات خارجية
- جيم براي على موقع IMDb (الإنجليزية)
- جيم براي على موقع قاعدة بيانات الفيلم (الإنجليزية)